# 麦克斯·魏斯基申
麦克斯·魏斯基申（德語：Max Weißkirchen，1996年10月18日—），德國男子羽毛球運動員。

## 簡歷
2013年3月，麦克斯·魏斯基申代表德国队参加土耳其安卡拉举办的歐洲青年羽毛球錦標賽，赢得了團體赛季軍。
2014年11月，麦克斯·魏斯基申以双打为主出戰挪威羽毛球國際賽，在男双準决赛中，以0比2 （20-22、17-21）不敌跨国组合安东·凯斯提／科恩·雷德。同期11月，麦克斯·魏斯基申與伊娃·詹森斯出戰威爾斯羽毛球國際賽，在决赛中以1比2 （21-18、16-21、14-21）不敌英格兰的克里斯托弗·高斯/苏菲·布朗，赢得混雙亞軍。
2015年1月，麦克斯·魏斯基申出戰愛沙尼亞羽毛球國際賽，在决赛中以0比2 （17-21、16-21）不赛会3号种子、敌丹麦的卡斯珀·安东森/阿曼达·马德森。同年3月，他代表德国队参加波蘭盧賓举办的歐洲青年羽毛球錦標賽。在率先進行的混合团体赛中，德国队取得铜牌；而在混合雙打方面，麦克斯·魏斯基申与伊娃·詹森斯赢得了冠军。年底11月，他出戰威爾斯羽毛球國際賽，在準决赛中以1比2 （21-18、4-21、8-21）不敌赛会6号种子、波兰的阿德里安·齐奥尔科。

## 主要比賽成績
只列出曾進入準決賽的國際賽事成績：
| 年份   | 賽事                     | 公開賽級別 | 項目     | 拍檔              | 成績   |
| ------ | ------------------------ | ---------- | -------- | ----------------- | ------ |
| 2013年 | 歐洲青年羽毛球錦標賽     | 其他       | 混合團體 | －                | 季軍   |
| 2014年 | 挪威羽毛球國際賽         | 國際系列賽 | 男子雙打 | 大卫·彭           | 準決賽 |
| 2014年 | 威爾斯羽毛球國際賽       | 國際挑戰賽 | 混合雙打 | 伊娃·詹森斯       | 亞軍   |
| 2015年 | 愛沙尼亞羽毛球國際賽     | 國際系列賽 | 混合雙打 | 伊娃·詹森斯       | 亞軍   |
| 2015年 | 歐洲青年羽毛球錦標賽     | 其他       | 男子單打 | －                | 亞軍   |
| 2015年 | 歐洲青年羽毛球錦標賽     | 其他       | 混合雙打 | 伊娃·詹森斯       | 冠軍   |
| 2015年 | 威爾斯羽毛球國際賽       | 國際挑戰賽 | 男子單打 | －                | 準決賽 |
| 2016年 | 歐洲男子羽毛球團體錦標賽 | 其他       | 男子團體 | －                | 季軍   |
| 2018年 | 歐洲羽毛球男子團體錦標賽 | 其他       | 男子團體 | －                | 季軍   |
| 2019年 | 歐洲羽毛球混合團體錦標賽 | 其他       | 混合團體 | －                | 亞軍   |
| 2019年 | 克羅地亞羽毛球國際賽     | 未來系列賽 | 男子單打 | －                | 亞軍   |
| 2019年 | 德國羽毛球國際賽         | 未來系列賽 | 男子單打 | －                | 亞軍   |
| 2020年 | 奧地利羽毛球公開賽       | 國際挑戰賽 | 男子單打 | －                | 冠軍   |
| 2021年 | 歐洲羽毛球混合團體錦標賽 | 其他       | 混合團體 | －                | 季軍   |
| 2021年 | 葡萄牙羽毛球國際賽       | 國際系列賽 | 男子單打 | －                | 亞軍   |
| 2023年 | 聖但尼羽毛球公開賽       | 國際挑戰賽 | 男子雙打 | Matthias Kicklitz | 亞軍   |

| 2007-2017年 | 首要超級賽 | 超級賽 | 黃金大獎賽 | 大獎賽 | 國際挑戰賽 | 國際系列賽 | 未來系列賽 | 其他 |

| 2018-2026年 | 總決賽 | 超級1000賽 | 超級750賽 | 超級500賽 | 超級300賽 | 超級100賽 | 國際挑戰賽 | 國際系列賽 | 未來系列賽 | 其他 |

### 奧運會和世錦賽參賽紀錄
|          | 2021  | 2022  | 2023 |
| -------- | ----- | ----- | ---- |
| 男子單打 | 64強1 | 64強1 | 64強 |

1 賽前退賽